# Minke Booij
Minke Booij, född den 24 januari 1977 i Zaanstad, Nederländerna, är en nederländsk landhockeyspelare.
Hon tog OS-brons i damernas landhockeyturnering i samband med de olympiska landhockeytävlingarna 2000 i Sydney.
Hon tog därefter OS-silver i damernas landhockeyturnering i samband med de olympiska landhockeytävlingarna 2004 i Aten.
Hon tog OS-guld i samma gren i samband med de olympiska landhockeytävlingarna 2008 i Peking.